# Astragalus cajamarcanus
Astragalus cajamarcanus es una especie de planta del género Astragalus, de la familia de las leguminosas, orden Fabales.
Fue descrita científicamente por Gómez-Sosa.